# St. Georgen (Bruneck)
St. Georgen (auch St. Georgen an der Ahr; italienisch: San Giorgio) ist eine Fraktion der Stadt Bruneck in Südtirol (Italien) mit etwas über 2275 Einwohnern und liegt auf 832 m Höhe.
Die ehemals selbstständige Gemeinde St. Georgen an der Ahr, auch St. Georgen bei Bruneck genannt, wurde 1928 gegen den Willen der Einwohner nach Bruneck eingemeindet. Das Dorf befindet sich rund einen Kilometer nördlich des unmittelbaren Brunecker Stadtgebiets am Übergang vom Tauferer Tal ins Pustertal und ist von den Ahrauen umgeben. St. Georgen ist eine der ältesten Siedlungen des Pustertals und ist ersturkundlich im Jahr 861 in einer Verfügung zugunsten des Hochstifts Freising bzw. des von diesem abhängigen Klosters Innichen als „ecclesia sancti Georii“ genannt. Oberhalb des Dorfes sind zwei Sandhügel, die Große Pipe und die Kleine Pipe, auf welchen Spuren vorgeschichtlicher Wallburgen wahrzunehmen sind. St. Georgen war eine schon lange bestandene Urpfarrei, die auf Wunsch von Kaiser Heinrich II. und seiner Gemahlin Kunigunde 1014 nach Gais verlegt wurde, von der sie dann eine Filialkirche wurde. Erst 1932 wurde sie wieder zu einer Pfarrkirche erhoben.
In St. Georgen gibt es eine Grundschule für die deutsche Sprachgruppe. Für den Kraftverkehr ist das Dorf durch die SS 621 erschlossen.

## Sehenswürdigkeiten
- Pfarrkirche St. Georg, ein spätgotischer Bau von 1472 mit einem neugotischen Hochaltar
- Schloss Gissbach, ein burgartig wirkender mittelalterlicher Bau von Anfang des 13. Jahrhunderts mit Renaissanceelementen und anschließender Barockisierung
- Ansitz Gremsen, ein Renaissancebau mit Ecktürmen vom 18. Jahrhundert und vortretender Außenloggia
- Artenschutzzentrum SOS Papageien e. V. (hinter Betriebsgebäude Steiner Steigtechnik & Absturzsicherung)
- Dreifaltigkeitskirche
- Kleine Pipe und Große Pipe
- Flusspark an der Ahr
- Maria-Hilf-Kapelle
- Ahrerlebnisweg